# Zoltán Madaras
Zoltán Madaras  est un coureur cycliste hongrois né le 10 avril 1980 à Szekszárd.

## Biographie
Vainqueur de trois étapes du Tour de Pecs en 2007 et 2008, épreuve non reconnue dans le calendrier continental de l'UCI, il termine deuxième du championnat de Hongrie du contre-la-montre derrière l'intouchable László Bodrogi. Puis il prend sa revanche trois jours après en devenant champion de la course en ligne.

## Palmarès
- 2002
  - 2e étape du Tour de Hongrie
- 2008
  -  Champion de Hongrie sur route
  - 2e du Grand Prix cycliste de Gemenc
  - 2e du championnat de Hongrie du contre-la-montre
  - 3e du championnat de Hongrie de la montagne
- 2009
  - 2e championnat de Hongrie du contre-la-montre